# 埃什卡南
27°14′14″N 53°36′05″E / 27.2371635°N 53.6014507°E
埃什卡南是伊朗的城市，位於該國南部札格羅斯山脈東南部，由法爾斯省負責管轄，距離首府設拉子280公里，海拔高度381米，2006年人口7,513。